# Bryum micronitidum
Bryum micronitidum là một loài Rêu trong họ Bryaceae. Loài này được Ochi mô tả khoa học đầu tiên năm 1980.